# 小行星12934
小行星12934（12934 Bisque）是一颗绕太阳运转的小行星，为主小行星带小行星。该小行星于1999年10月11日发现。

## 轨道参数
小行星12934的轨道半长轴为2.2178856 UA，离心率为0.101。